# Whaam!
Whaam! es una obra de arte en díptico creada por el pintor estadounidense Roy Lichtenstein en 1963. Esta pintura, aparte de ser icónica para el movimiento pop art, es una de las más importantes dentro del trabajo de Lichtenstein. Whaam! fue exhibida por primera vez en 1963 en la galería Leo Castelli de Nueva York y posteriormente en 1966 fue comprada por la galería Tate Gallery de Londres donde ha estado en exposición permanente desde el 2006.
Al ser esta obra un díptico, se pueden apreciar dos paneles. El panel de la izquierda muestra un avión de guerra que lanza un misil, que si se observa el panel de la derecha, se puede ver cómo impacta a un segundo avión que arde en llamas. La mayoría de las obras de Lichtenstein fueron creadas a partir de cómics. En especial, él creó esta obra utilizando imágenes de cómics de guerra (también conocidos como historietas bélicas). Su fuente primaria fue la imagen que obtuvo de un cómic de guerra de 1962, la cual transformó y presentó en dos paneles alterando la relación de los elementos gráficos y narrativos. Whaam! es valorada por la armoniosa integración entre la temporalidad, la espacialidad y la psicología de sus dos paneles. El título, que se muestra como una onomatopeya, termina por darle a esta obra un sentido de impacto congruente con la acción que se observa en el panel derecho.
Lichtenstein estudió para ser artista antes y después de haber servido en el Ejército de los Estados Unidos durante la Segunda Guerra Mundial. Él se preparó en simulacros de aviones durante su entrenamiento básico y fue reclutado para un entrenamiento de pilotos aviadores, sin embargo, el programa se canceló antes de que Lichtenstein pudiera participar en él. Entre los temas que trabajó en sus obras después de haber servido al ejército fueron el romance y la guerra. Él representó varios combates aéreos en sus cuadros. Whaam! es parte de una serie que tiene como tema la guerra y que trabajó durante 1962 y 1964 y junto con su obra As I Opened Fire (1964) es uno de sus dos cuadros basados en guerra más importantes.

## Antecedentes
En 1943, Lichtenstein dejó sus estudios en pintura y dibujo en la Ohio State University para servir a las fuerzas armadas de los Estados Unidos, donde permaneció activo hasta enero de 1946. Después de entrar a los programas de entrenamiento para idiomas, ingeniería y aviación, todos los cuales fueron cancelados, sirvió como dibujante y artista decretado por el gobierno en funciones no combatientes. Una de sus tareas como dibujante en Camp Shelby fue la de agrandar las caricaturas Stars and Stripes de Bill Mauldin. También, fue enviado a Europa con un batallón de ingenieros, pero no estuvo en combate activo. Como pintor, eventualmente se asentó y buscó un estilo abstracto-expresionista con elementos paradójicos. Para 1958, empezó a incorporar en sus trabajos imágenes escondidas de personajes de caricaturas como Mickey Mouse y Bugs Bunny.
A finales de los 1950 y empezando los 1960, el mundo estadounidense del arte estaba cansado de la subjetividad y monotonía del expresionismo abstracto. Fue entonces cuando una nueva generación de artistas emergió con ideas más objetivas, novedosas y frescas caracterizadas por los movimientos artísticos que hoy se conocen como minimalismo, hard edge, color field, el movimiento neo-Dada, Fluxus, y el pop art, los cuales redefinieron el arte avant-garde de ese tiempo. El pop art y el movimiento neo-Dada introdujeron y cambiaron el uso de imágenes mediante la técnica de apropiación, la cual constaba de utilizar el arte comercial mostrado en productos destinados al consumidor y en la propaganda de la vida cotidiana. Lichtenstein logró reconocimiento internacional durante la década de los 60 y fue catalogado como uno de lo iniciadores e impulsores de este movimiento de arte pop en América. En términos del uso de imágenes la conservadora Bernice Rose del museo MoMA, asegura que Lichtenstein estaba interesado en "retar la noción de creatividad y originalidad de aquellos tiempos".
Los trabajos tempranos de Lichtenstein basados en cómics, tales como Look Mickey, se enfocaron en personajes animados populares. Para 1963, había progresado a un trabajo mucho más serio y dramático, generalmente basado en situaciones románticas o escenas de guerra. Los cómics eran poco apreciados en esos momentos, ya que en 1954, el subcomité del senado para la delincuencia juvenil de Estados Unidos alegó sobre la supuesta relación que tendrían los cómics y revistas pulp con el crimen temprano emprendido por jóvenes. Así que para finales de la década, en Estados Unidos los cómics eran clasificados como "los libros más pobres a nivel comercial e intelectual" como lo expone Mark Thistlethwaite del Museo de Arte Moderno de Fort Worth. Lichtenstein a pesar de no ser un entusiasta de los cómics cuando joven, fue seducido como artista por ellos proponiéndose el reto de crear arte basado en un objeto coloquial externo procedente del arte "típico/popular". Lichtenstein admitió que estaba "muy entusiasmado e interesado en el alto contenido emocional, pero desapegado e impersonal del manejo del amor, el odio y la guerra en este tipo de imágenes [caricaturas]". 
Las obras de Lichtenstein basadas en el romance y la guerra tenían como propósito tomar objetos pequeños de revistas y cómics y convertirlos en objetos heroicos al monumentalizarlos. Whaam! es comparable en tamaño con los lienzos enormes de expresionistas abstractos que pintaban en esa época. Es uno de los muchos trabajos de Lichtenstein basado en un tema aeronáutico. En una entrevista Lichtenstein aclaró "los héroes que se muestran en los libros de cómic son fascistas y yo no los tomo en serio en estas pinturas. Tal vez haya un punto en no tomarlos en serio, una razón política. Yo, los uso por razones puramente formales".

## Historia
Whaam! adapta un panel creado por Irv Novick de la historia Star Jockey publicado en el volumen no. 89 de los cómics de DC' All-American Men of War  en febrero de 1962. El dibujo original forma parte de una secuencia de sueños del personaje ficticio Johnny Flying Cloud ("el As Navajo"), un piloto de P-51 Mustang, quien, tomando como escenario la Segunda Guerra Mundial, se imagina a sí mismo pilotando un jet de guerra mientras le dispara a otros aviones. En la pintura de Lichtenstein, ambos aviones son reemplazados por otro tipo de aeronaves. Paul Gravett sugiere que Lichtenstein cambió los aviones de guerra por las aeronaves que aparecen en Wingmate of Doom k  ilustradas por Jerry Grandenetti en el siguiente volumen (no. 90, abril de 1962) de DC cómics, y el avión blanco, al que le disparan, fue cambiado por un dibujo de Russ Heath de la viñeta 3 de la historia Aces Wild del mismo volumen no. 89. La pintura de Lichtenstein también omite el globo de texto en donde el piloto exclama "El enemigo se ha convertido en una estrella llameante!"
Otro cuadro al óleo de un único panel de Lichtenstein de más o menos la misma época Tex! tiene una composición similar. Este cuadro muestra un avión en la esquina izquierda inferior que dispara un misil aéreo a un segundo avión que está explotando en la esquina superior derecha con un globo de texto. El mismo cómic All-American Men of War fue la inspiración de Lichtenstein para por lo menos otras tres de sus obras: Okay Hot-Shot, Okay!, Brattata y Blam, aparte de Whaam! y Tex! El boceto a lápiz de Jet Pilot fue también de esa serie. La mayoría de las demás obras de Lichtenstein basadas en cómics e inspiradas por historias de la serie Johnny Flying Cloud, escritas por Robert Kanigher e ilustradas por Novick, incluyen Okay Hot-Shot, Okay!, Jet Pilot y Von Karp.
Lichtenstein repetidamente representa en sus cuadros un combate aéreo entre los Estados Unidos y la Unión Soviética. A principios y mediados de la década de los 60, produjo esculturas de "explosiones", tomando como tema la catastrófica liberación de energía de pinturas como Whaam! las cuales se convertían en figuras en tercera dimensión, monolíticas y con relieve. En 1963, su trabajo alcanzó una gran variedad, desde trabajar con anuncios comerciales hasta con piezas de "arte moderno elevado" tomando como influencia a Cézanne, Mondrian, Picasso y otros. Al mismo tiempo, Lichtenstein admitió que todo aquello que parecía parodiar en su trabajo, era todo aquello que en verdad admiraba.
La primera exposición de Lichtenstein se llevó a cabo en la galería Leo Castelli en la ciudad de Nueva York, del 10 de febrero al 3 de marzo de 1962, la cual vendió por completo antes de su apertura. La exhibición incluía sus obras Look Mickey, Engagement Ring, Blam y The Refrigerator. De acuerdo con la página web de la Fundación Lichtenstein, Whaam!  fue parte de la segunda exhibición solista de Lichtenstein en la galería Leo Castelli la cual se llevó a cabo del 28 de septiembre al 24 de octubre de 1963, que incluía también otros cuadros como: Drowning Girl, Baseball Manager, In the Car, Conversation, y Torpedo...Los! Para la mercadotecnia del evento la exhibición incluyó la litografía Crak!

La página web de la fundación de Lichtenstein indica que Lichtenstein comenzó a utilizar a técnica de "proyector opaco" en 1962. En 1967 dio una explicación detallada sobre su técnica de trabajo y cómo es que creaba estas obras de arte con estilo de cómic: 
"Yo hago mis obras lo más directas posible. Si estoy trabajando con una imagen de cómic, una fotografía o lo que sea, copio la imagen a un pequeño dibujo que pueda caber en mi proyector... no dibujo la imagen con el propósito de reproducirla, sino de recomponerla, voy de tener un dibujo original a deshacerlo y mezclarlo y tener uno completamente nuevo cuando reúno todas las piezas".
Whaam! fue comprada por la Tate Gallery en 1966. En 1969, Lichtenstein le donó su boceto inicial a lápiz al que llamó Drawing for 'Whaam!', y que describió como un "garabato a lápiz". De acuerdo con Tate, Lichtenstein dijo que este dibujo representaba la "primera visualización" de Whaam! y que fue creado justo antes de que empezara a pintar. A pesar de que había concebido inicialmente esta obra en un panel, hizo el boceto en dos hojas del mismo tamaño, las cuales medían 14,9 cm x 30,5 cm. La obra ha permanecido en exposición en el museo Tate Modern desde el 2006. En 2012–13, ambos trabajos fueron incluidos en las Retrospectivas más grandes de Lichtenstein, exposición que visitó el Instituto de Arte de Chicago (Art Institute of Chicago), la Galería nacional de Arte de Washington,  D.C. (National Gallery of Art), el museo Tate Modern en Londres y el Centro Pompidou.

## Descripción
Whaam! muestra un avión de guerra en el panel izquierdo que dispara un cohete a un avión enemigo que se encuentra en el panel derecho, el cual se desintegra en una vívida explosión roja y amarilla. El estilo de cómic es enfatizado por el uso de la onomatopeya "WHAAM!" en el panel derecho y por una caja amarilla con una leyenda de letras negras en la parte superior del panel. La exclamación textual "WHAAM!" puede ser considera como el equivalente gráfico de un efecto de sonido. Este tipo de elementos, se convirtieron pronto en una característica del trabajo de Lichtenstein, como lo expone en otras obras onomatopéyicas tales como Bratatat! y Varoom!
Whaam! una obra que forma parte de las series de imágenes de guerra de Lichtenstein que generalmente combinan colores vibrantes y una expresiva narrativa. Whaam! es de grandes dimensiones, mide 1,70 m × 4,0 m (5 ft 7 in × 13 ft 4 in), y mucho menos abstracta que As I Opened Fire y otras escenas de guerra. Lichtenstein emplea su usual estilo de cómic: adaptación de imágenes estereotipadas en colores primarios brillantes con contornos negros, aunadas a una imitación de los puntitos de la impresión tipo Ben-Day. El uso de estos puntitos, los cuales fueron inventados por Benjamin Day, estimulan vibraciones de color y sombreados los cuales son elementos considerados como la "firma de Lichtenstein". Whaam! evoluciona a partir de adaptaciones anteriores de Lichtenstein como Step-on-Can with Leg y Like New, en las que los paneles no son dos variaciones de una sola imagen.
A pesar de que Lichtenstein se esforzó por mantenerse fiel a la fuente de las imágenes, construyó sus pinturas de una forma tradicional, empezando con un boceto el cual ajustaba para mejorar la composición y que luego proyectaba sobre un lienzo para hacer la obra final. En el caso de Whaam!, el boceto lo realizó en dos pedazos de papel y el trabajo final lo pintó con acrílico y óleo sobre lienzo. A pesar de que la transformación de un único panel a dos paneles ocurrió desde la concepción de la obra en el boceto, la obra final difiere del boceto inicial en varias formas. El boceto sugiere que el motivo  "WHAAM!" sería coloreado en blanco a pesar de ser amarillo en el trabajo final. Lichtenstein amplificó el objeto gráfico de cada panel (el avión del panel izquierdo y las llamas en el derecho), lo que causa que ambos objetos se junten.
Lichtenstein construyó la imagen con múltiples capas de pintura. La pintura la aplicó usando una brocha de fregar y sobre una pantalla de metal para producir los puntitos Ben-Day. La técnica de puntitos Ben-Day le permitieron a Lichtenstein darle a su trabajo un sentimiento de reproducibilidad mecánica. Lichtenstein dijo que su trabajo "debía de verse como falso" y que eran los puntitos Ben-Day los que lograban ese efecto.

Lichtenstein dividió la composición en dos paneles para separar la acción de la consecuencia. El panel izquierdo muestra el ataque aéreo (ubicado en la diagonal para crear un sentimiento de profundidad) debajo del globo de texto. En el panel derecho, el avión explotando (ubicado de frente) esta resaltado por llamas acompañadas de la exclamación. A pesar de estar separados los paneles y representar dos eventos distintos los dos paneles están claramente alineados espacial y temporalmente por el humo horizontal que deja el misil. Lichtenstein comentó sobre esta pieza en julio de 1967: 
" Yo recuerdo estar intrigado por la idea de hacer dos pinturas casi independientes pero con una pequeña interacción entre ambas mediante una conexión en la composición y cada una teniendo todavía caracteres en estilo diferentes. Por supuesto, hay una conexión paródica ya que un panel le dispara al otro panel."
Lichtenstein alteró la composición para hacer de la imagen una más retadora al hacer el avión explotando un poco más predominante en la composición a diferencia del avión atacante. La huella de humo que deja el misil se convierte en una línea horizontal. Las llamas de la explosión dominan el panel derecho pero el piloto y el avión en el panel izquierdo son focos narrativos, ambos ejemplifican el esmero de Lichtenstein en detallar las características físicas tales como la cabina del piloto. El otro elemento de la narrativa es el globo de texto que contiene el siguiente enunciado: "Presioné el botón de disparo... y delante de mí ardieron cohetes en el cielo". Esta frase se cree que fue escrita por el editor Robert Kaingher de All-American Men of War. La palabra en amarillo "WHAAM!", modificada de la original en color rojo y de la dibujada en el boceto en color blanco, une el amarillo de la explosión debajo del mismo con la caja de texto a la izquierda y las llamas del misil debajo del avión atacante. Lichtenstein toma prestadas imágenes de cómic e imita su estilo pero enfatiza a la vez la materia del objeto. Explicó que:
"Los signos y las rayas de cómic son interesantes como objetos de materia. Hay ciertas cosas que son utilizables, vitales y enérgicas en el arte comercial". 
Rebecca Bengal de PBS escribió que la claridad gráfica de Whaam! ejemplifica el estilo de línea clara asociado con Hergé, un historietista que dice Lichtenstein, influyó mucho en su trabajo. Lichtenstein era atraído a usar un estilo formal pero fresco para representar temas emotivos, dejando al observador interpretar la intención del artista. Adoptó un esquema de colores simplificados así como técnicas de impresión comercial. La técnica prestada consistía en "representar variaciones tonales con patrones de círculos coloreados que imitaban las pantallas de medio tono Ben Day usadas en las impresiones de los periódicos y rodear estas con contornos negros similares a los que se usaban para disimular imperfecciones en una imprenta de periódicos barata". Lichtenstein dijo alguna vez sobre su técnica: "Yo tomo un cliché y trato de organizar sus formas para hacerlo monumental".

## Recepción
Esta obra fue, en general, bien recibida por los críticos del arte cuando se expuso por primera vez. Una reseña de la revista de Arte (Art Magazine) de noviembre de 1963 escrita por Donald Judd describió Whaam! como una obra "de gran alcance y poderosa" que conformaba la exhibición de 1963 de la galería Castelli. El periódico The New York Times publicó también una reseña escrita por Brian O'Doherty quien describió la técnica de Lichtenstein como un "puntillismo de máquina de escribir" que con mucha dedicación y trabajo puede elaborar y dar estructura a momentos donde el jet le dispara a otro jet con un gran BLAM. De acuerdo con O'Doherty, el resultado fue "algo que no era arte pero que con el tiempo, seguramente sería" ya que el trabajo de Lichtenstein se podía racionalizar y podía marcar un parte aguas en la historia, cosa que hoy en día no hay duda que no haga" La Tate Gallery en Londres compró el cuadro en 1996, llevando el trabajo de Lichtenstein a una discusión entre el público y algunos fideicomisarios sobre la pertenencia del mismo. La compra fue hecha por Ileana Sonnabend, quien pedía un precio de £4,665 y que se redujo por negociación a £3,940. Algunos fideicomisiarios de la Tate se opusieron a la adquisición, entre ellos la escultora Barbara Hepworth, el pintor Andrew Forgey y el poeta y crítico del arte Herbert Read. Sin embargo, Richard Morphet un asistente en la galería, defendió la adquisición del cuadro y sugirió que la pintura trataba varios temas así como estilos pictóricos al mismo tiempo: 
" Historia de la pintura, extravagancia barroca y el fenómeno cotidiano de las tiras de cómic de circulación masiva" 
El periódico The Times en 1967 describió la adquisición de esta obra como una "muy grande y espectacular pintura". El director de la galería Tate, Norman Reid, afirmó después que la obra había atraído a más público que cualquier otra adquisición desde la Segunda Guerra Mundial.
En 1968, Whaam! fue incluida en la primera exposición en solitario de Lichtenstein. El evento atrajo a más de 52,000 visitantes y fue organizado en conjunto con el museo Stedelijk Museum en Ámsterdam, quien después presentó la exhibición del 4 de noviembre al 17 de diciembre de 1967.

## Análisis e interpretación
Para José Pierre, Whaam! representa la expansión que Lichtenstein logró en 1963 y que el llamó una "expansión épica". Keith Roberts en un artículo de 1968 de la revista Burlington, describió la explosión representada en el cuadro como un elemento en el que se podía identificar la elegancia del art nouveau con una esencia de expresionismo abstracto remanente. Wendy Steiner cree que esta obra es la más exitosa y de mejor composición armoniosa de todos los trabajos de Lichtenstein. Observa los elementos narrativos como gráficos de forma complementaria: la acción y el arreglo espacial lleva al observador a mirar desde la izquierda hacia la derecha y esto enfatiza la relación entre la acción y su explosiva consecuencia. Las elipses del globo de texto presentan una progresión la cual culmina en la onomatopeya "WHAAM!". La "coincidencia pictórica y el orden verbal" son claros para el observador con una explicación en el globo de texto que se presenta en la esquina superior izquierda y un vector de movimiento desde la esquina inferior izquierda hasta el panel derecho que culmina con una explosión gráfica en tándem con una narración exclamativa. Steiner dice que el hecho de que los paneles no sean simétricos, es decir, que el objeto del panel izquierdo, el avión, se encuentre truncado, mientras que el objeto del panel derecho, la explosión, se encuentre centralizada, hace que el cuadro tenga una narrativa mucho más poderosa.
La técnica de Lichtenstein ha sido caracterizada por Ernst A. Busche como un "alargamiento y unificación de su material de fuente prima teniendo como base estrictos principios artísticos". Extraída de la narrativa, las imágenes estilizadas de las obras de Lichtenstein se vuelven "abstracciones virtuales". Al recrear de forma minimalista los gráficos, Lichstenstein refuerza la característica artificial inherente a las tiras de cómic y anuncios publicitarios. La amplificación que Lichtenstein hace de su material primario hace que los motivos impersonales dibujados sean aún más vacíos. Busche también dice que a pesar de que una crítica a la Norteamérica moderna puede ser observada en estas imágenes, Lichtenstein "parecería aceptar este ambiente revelado por su material de referencia pero lo haría dándole el significado de un Estados Unidos capitalista industrializado y poderoso".
David McCarthy contrastó el "desapegado, desapasionado y extrañamente incorporado" cuadro del combate aéreo con un trabajo de H.C. Westermann, quien por haber participado en el servicio militar durante la Segunda Guerra Mundial, tenía una necesidad de impactar y horrorizar al espectador. En contraste, el cuadro de Lichtenstein presenta su "percepción de la civilización americana" al escalar y amplificar una imagen de cómic a unas dimensiones de gran tamaño como las de las pinturas históricas. Laura Brandon indica que hay un intento de representar "la trivialidad de la cultura estadounidense contemporánea" al mostrar en el cuadro una escena de combate aéreo como un acto banal de la Guerra Fría.
Carol Strickland y John Boswell establecen que al magnificar los paneles del cómic original y convertirlos en imágenes de gran formato con puntos Lichtenstein "ataca al observador al usar demasiada trivialidad". H. H. Arnason indica que Whaam! presenta "colores planos, limitados y un trazo fuerte y preciso" lo que produce una obra de contornos fuertes y delineados que parodia las ya familiares imágenes de héroes norteamericanos. El estilo plano y las pinceladas planificadas se pueden ver como reacción de la corriente de arte popular (pop art) a la laxitud del expresionismo abstracto, corriente anterior a la del arte popular. Alastair Sooke comenta que el trabajo puede ser interpretado como un retrato simbólico en el que el piloto en el panel izquierdo representa a Lichtenstein "desbancando a sus competidores en una dramática pelea aérea" al disparar un misil a la colorida y abstracta imagen del panel derecho.
De acuerdo con Ernesto Priego, mientras que el trabajo adapta una fuente de cómic, la pintura no es un cómic o una viñeta de cómic, y su significado es únicamente referencial y post hoc. El cuadro dirige la atención de la audiencia a ciertas características del mismo tales como el género y los métodos de impresión.  Visual y narrativamente, el panel original fue un elemento climático de una página con composición dinámica. Lichtenstein enfatiza la onomatopeya al remover los globos de texto originales. De acuerdo con Priego, "al separar el cómic de su contexto narrativo, Whaam! es representativo de la preferencia artística imagen-ícono que la de imagen-narrativa".
Whaam! es muchas veces clasificado en el mismo género antiguerra que el Guernica de Picasso, idea que es desaprobada por Bradford R. Collins que ve la pintura como una revancha fantástica contra la primera esposa de Lichstenstein, Isabel, concebida durante su agria batalla de divorcio. La pareja se separó en 1961 y se divorció en 1965.

## Legado
Marla F. Prather observó que las grandes dimensiones de Whaam! así como su dramática representación contribuyeron a posicionarla como una obra histórica del pop art. Junto con As I Opened Fire, otra pintura monumental sobre guerra de Lichtenstein, Whaam! es percibida como la culminación de los trabajos basados en cómics de guerra de Lichtenstein, según Diane Waldman. Es ampliamente descrita como el trabajo más famoso de Lichtenstein, o junto con Drowning Girl, uno de sus dos más famosas obras. Andrew Edgar y Peter Sedgwick lo describen junto con el cuadro de Marilyn Monroe  de Warhol, una de las más famosas obras del pop art. El diseñador Gianni Versace ligó la icónica imagen a una línea de sus vestidos. De acuerdo con Douglas Coupland, la enciclopedia mundial del libro (World Book Encyclopedia) usó fotos del cuadro de Marilyn de Warhol y de Whaam! para ilustrar su entrada de pop art.
Los libros de cómic fueron afectados por el impacto cultural del pop art. A mediados de los 60, algunos libros de cómic hacían un nuevo énfasis en colores llamativos o enfatizaban los efectos de sonido con un texto rebuscado —los elementos de los libros de cómic cambiaron para atraer a personas más mayores, lectores universitarios, que apreciaban el arte popular. Gravett comenta que la "simplicidad y la desactualización de los libros de cómic desapareció.
Whaam! fue uno de los trabajos clave exhibidos en la retrospectiva mayor de Lichtenstein en 2012–2013 que fue incluida, de acuerdo con Li-mei Hoang, para demostrar la importancia de las influencias sobre Lichtenstein, su involucración con el arte de la historia y fomentar su legado como artista. En su reseña de la exposición "Retrospectiva de Lichtenstein" en el museo Tate Modern, Adrian Searle del The Guardian—que generalmente no era entusiasta del trabajo de Lichtenstein — acreditó el trabajo diciendo que la pintura se volvía "Whaam! cuando el cohete impactaba y el enemigo explotaba en un rugido de cómic vivo". Alastair Smart, un crítico de Daily Telegraph escribió una reseña en donde reconoció la reputación de Lichtenstein como el líder del movimiento Pop Art. Smart mencionó que el trabajo nunca fue un comentario positivo hacia el nacionalismo americano ni tampoco una crítica, pero que fue notable por impactar la escena del arte norteamericano.
Algunos detractores han mostrado preocupación sobre las apropiaciones de Lichtenstein, más que nada haciendo referencia a que directamente trabaja con imágenes de otras fuentes, no solo en Whaam!  sino también en otros trabajos de ese mismo periodo. Algunos han denigrado esto como un mero plagio, mientras que otros han alabado la creatividad de Lichtenstein para alterar las imágenes en formas significativas. En respuesta a los reclamos de plagio, la fundación Roy Lichtenstein Foundation ha establecido que los publicistas de dichos cómics nunca han demandado por violaciones de copyright y que jamás se ha suscitado un problema con los trabajos derivados de imágenes de cómic que tuvieron una gran popularidad en los 60. Otras críticas se centran en decir que Lichtenstein falló al jamás reconocer el crédito de los artistas originales de sus fuentes en sus obras. Sin embargo, Ernesto Priego indica que en el caso de Whaam!, los artistas originales nunca fueron acreditados ni en las series del cómic original.
En un documental para la BBC en 2013 conducido por Alastair Sooket que se llevó a cabo frente al cuadro Whaam! en el museo Tate, el artista británico de cómics, Dave Gibbons disputó a favor de Irv Novick (dibujante de cómics estadounidense del que Lichtenstein tomó muchas imágenes para sus obras): "Esto para mi parece plano y abstracto, hasta el punto que para mis ojos causa confusión. En cambio los cómics originales poseen una calidad en tercera dimensión, hay espontaneidad, hay emoción y una forma de envolver al espectador que sencillamente, este carece." Gibbons, se ha mofado del cuadro de Lichtenstein derivado del trabajo de Novick.